# Поштозеро (озеро, Карелия)
Поштозеро — пресноводное озеро на территории Чёбинского сельского поселения Медвежьегорского района Республики Карелии.

## Общие сведения
Площадь озера — 1,1 км². Располагается на высоте 127,3 метров над уровнем моря.
Форма озера лопастная, продолговатая: оно почти более чем на три километра вытянуто с северо-запада на юго-восток. Берега изрезанные, каменисто-песчаные, преимущественно возвышенные.
Из северо-западной оконечности озера вытекает безымянный водоток, впадающий в Остерозеро, из которого берёт начало река Остёр, приток Кумсы, впадающей в Онежское озеро.
Острова на озере отсутствуют.
Населённые пункты и автодороги вблизи водоёма отсутствуют.
Код объекта в государственном водном реестре — 01040100611102000018794.